# Mario Russo (attore)
Mario Russo (Crotone, 16 ottobre 1992) è un attore e musicista italiano.

## Biografia
Si è diplomato nel 2014 presso la Q Academy del teatro Quirino di Roma, diretta da Alvaro Piccardi. Durante il percorso formativo ha studiato con importanti figure del teatro come Francis Pardeilhan (Odin Teatret), Rosa Masciopinto, Sergio Basile, Alessandro Fabrizi (metodo Linklater), Giuseppe Rocca, Giancarlo Sammartano, Ugo Maria Morosi, Ugo Pagliai, Francesco Pannofino e Gabriele Lavia. Nel corso degli anni ha frequentato vari laboratori e seminari, tra cui spiccano un laboratorio con Carlo Boso sulla commedia dell'arte  nel 2012 e uno con Gigi Proietti sullo studio di Romeo e Giulietta nel 2013.
Successivamente al diploma debutta al teatro Quirino con lo spettacolo Don Juan Club, diretto da Francesco Bonomo. Nel 2016 va in scena al teatro Piccolo Eliseo con lo spettacolo Altrove, diretto da Paola Ponti. Nel 2017 è protagonista al Cantiere Florida per la prima nazionale di Trapanaterra, scritto da Dino Lopardo, dove partecipa sia come attore che come musicista. Nel 2018 prende parte allo spettacolo Cose così, per la regia di Danilo Nigrelli, al teatro Eliseo Off di Roma.
Nel 2019 compone dal vivo le musiche dello spettacolo Atto di adorazione, diretto da Dante Antonelli, nell'ambito del Romaeuropa Festival. Oltre alla carriera teatrale, dal 2019 frequenta il conservatorio Santa Cecilia di Roma, dove studia violino.
Dopo il suo esordio teatrale, si affaccia al mondo del cinema a partire dal 2020: il suo debutto cinematografico avviene con il film Calibro 9, diretto da Toni D'Angelo. Successivamente partecipa ad altre produzioni cinematografiche tra cui Io e Spotty di Cosimo Gomez e Una femmina di Francesco Costabile. Nel 2023 recita in Non credo in niente, diretto da Alessandro Marzullo, e nel film internazionale Book Club - Il capitolo successivo, per la regia di Bill Holderman. Sempre nel 2023 recita al fianco di Pierfrancesco Favino nel film Comandante, diretto da Edoardo De Angelis.

## Filmografia

### Cinema
- Calibro 9, regia di Toni D'Angelo (2020)
- Io e Spotty, regia di Cosimo Gomez (2022)
- Una femmina, regia di Francesco Costabile (2022)
- Non credo in niente, regia di Alessandro Marzullo (2023)
- Book Club - Il capitolo successivo (Book Club: The Next Chapter), regia di Bill Holderman (2023)
- Comandante, regia di Edoardo De Angelis (2023)
- U.S. Palmese, regia dei Manetti Bros. (2024)
- Karavan, regia di Zuzana Kirchnerová (2025)

### Televisione
- I topi, regia di Antonio Albanese – serie TV (2018)
- The Good Mothers, regia di Julian Jarrold ed Elisa Amoruso – serie TV (2023)
- Un passo dal cielo – serie TV, episodio 7x06 (2023)
- Doppio gioco, regia di Andrea Molaioli – miniserie TV (2025)

### Cortometraggi
- Sachertorte, regia di Leopoldo Medugno (2017)
- Eroico, regia di Aurora Bartiromo (2019)
- Amare affondo, regia di Matteo Russo (2019)
- Supernova, regia di Fabiana Lupo (2022)
- Abba, regia di Fabiana Lupo (2023)
- Ada, il trionfo del tempo e del disinganno, regia di Dino Santoro (2023)
- Spaghetti al pomodoro, regia di Alice Palchetti (2023)

## Teatro
- È un brusio la vita, regia di Giancarlo Sammartano (2012)
- La ballata del corpo danzante, regia di Francis Pardeilhan (2012)
- Il grande dittatore, regia di Matteo Cirillo (2013)
- Così fan tutte, regia di Gabriele Lavia (2013)
- Cyrano, regia di Lorenzo De Liberato (2013-2014)
- Falafel, regia di Alessandro De Feo (2014)
- La patetica, regia di Paolo Zaccaria e Lorenzo De Liberato (2014)
- Se non fosse per te, regia di Carlo Del Giudice (2015)
- Don Juan Club, regia di Francesco Bonomo (2015)
- Karosello Park, regia di Dante Antonelli (2015)
- Trapanaterra, regia di Dino Lopardo (2017-2020)
- Altrove, regia di Paola Ponti (2016)
- Cose così, regia di Danilo Nigrelli (2018)
- La nave fantasma di Maxi Obexer, regia di Rita De Donato (2019)
- Atto di Adorazione, regia di Dante Antonelli (2019)[1]
- Constitutional Circus, regia di Berardo Carboni (2020)
- Atto di Passione, regia di Dante Antonelli (2021-2022)[1]
- Affogo, regia di Dino Lopardo (2024)